# Stephostethus lardarius
Stephostethus lardarius là một loài bọ cánh cứng trong họ Latridiidae. Loài này được De Geer miêu tả khoa học năm 1775.